# Louise Norman Hansen
Louise Norman Hansen (født 12. februar 1995) er en dansk tidligere professionel cykelrytter. Hun blev Danmarksmester i enkeltstart 2019. Hun er søster til cykelrytteren Lasse Norman Leth.